# Густафссон, Тойни
Тойни Густафссон урождённая Карвонен, во втором браке Рённлунд (швед. Toini Gustafsson; род. 17 января 1938 года, Суомуссалми, Финляндия) — шведская лыжница, двукратная олимпийская чемпионка, призёрка чемпионата мира. Жена известного шведского лыжника Ассара Рённлунда.

## Биография
Тойни Густафссон этническая финка и родилась в Финляндии, но в возрасте шести лет была эвакуирована в Швецию, в результате эвакуации более 70 000 финских детей от наступающего фронта военных действий Второй мировой войны. После окончания войны Тойни, как ещё более 15 000 финских детей не вернулась на родину оставшись в Швеции, где она впоследствии вышла замуж и получила гражданство.
На Олимпиаде-1964 в Инсбруке завоевала серебро в эстафетной гонке, а также заняла 6-е место в гонке на 5 км и 8-е место в гонке на 10 км.
На Олимпиаде-1968 в Гренобле стала главной героиней лыжного турнира, победив в обеих индивидуальных гонках, на 5 км и 10 км, и завоевав серебряную медаль в эстафете.
За свою карьеру на чемпионатах мира завоевала три медали (одну серебряную и две бронзовые), из них две (обе бронзовые) на чемпионате мира-1966 в Осло.
Трижды побеждала на знаменитом Хольменколленском лыжном фестивале, в 1960, 1967 и 1968 годах.
На чемпионатах Швеции в период с 1962 по 1968 годы побеждала 11 раз.
Завершила карьеру в 1968 году, после своего невероятного успеха на Олимпиаде, в том же году вышла замуж за своего партнёра по команде, олимпийского чемпиона 1964 года Ассара Рённлунда. После завершения спортивной карьеры работала учителем физкультуры, в настоящий момент на пенсии.